# Doriath
Doriath egy hely a J.R.R. Tolkien alkotta Középföldén.
Neve sinda nyelven annyit tesz: kerítések földje. Beleriand nagy sinda királysága, melyet az első kor elején alapított Thingol és Melian. Beleriand első háborúit követően Melian megszőtte Melian övét, hogy védelmezze Neldorethet, Regiont és Nivrimet, Doriath belső területeit. Thingol külső területeket is magáénak vallott, például Brethilt és Dimbart.
A Melian és Thingol védelmét élvező Doriath nem keveredett bele Beleriand háborúinak nagy csatáiba, de határait folyamatosan védenie kellett. Thingol ugyan Finarfin és a törpök oldalán állt, de megtiltotta az embereknek és Fëanor népének, hogy betegyék a lábukat Doriathba. Miután megismerte a noldák visszatérésének igaz történetét, birodalmában megtiltotta a quenya nyelv használatát. Ennek ellenére nem kerülhette el a pusztulást. Leányának, Lúthien Tinúvielnek egy szilmarilt követelt nyászajándékul – Nogrod törpjei azonban pontosan ezért a kincsért végeztek vele. Halála után Melian elhagyta Középföldét, így az öv megszűnt létezni és Doriathot megszállták a törpök. Amikor Fëanor fiai megölték Diort, Doriath már elhagyatottan állt, az életben maradt tündék Sirion hegyeibe menekültek. Az Első korban Eglador volt a neve. Nevezték még Tündehonnak, Rejtett Királyságnak, Titkos Királyságnak is.